# حصار بورت رويال (1710)
قامت القوات البريطانية النظامية والإقليمية بحصار بورت رويال (5 – 13 في أكتوبر 1710), والمعروف كذلك باسم غزو أكاديا, تحت إمرة القائد فرانسيس نيكولسون ضد الحامية الفرنسية أكاديان وكونفدرالية واباناكي تحت إمرة دانيال دوجيه دي سوبيركاس والعاصمة الأكادية، بورت رويال، في البداية نجحت بريطانيا في حصارها وسيطرت بشكل دائم على شبه جزيرة أكاديا والتي سميت فيما بعد نوفا سكوشا, وكانت هذه أول مرة تستولي فيها بريطانيا على مستعمرة فرنسية وتحوزها. وبعد استسلام فرنسا احتلت بريطانيا حصن العاصمة وأقاموا الاحتفالات بالاستيلاء على أعظم حصون أوروبا, وأعادوا تسميتها لتكون أنابوليس رويال.
وكان هذا الحصار هو المحاولة الثالثة لبريطانيا خلال حرب الملكة آن للاستيلاء على العاصمة الأكادية وكانت عواقب ذلك وخيمة لمدة تزيد عن 50 عامًا. وكان هذا الغزو عنصرًا أساسيًا في تحديد قضايا أمريكا الشمالية في مفاوضات معاهدة فرنسا وبريطانيا خلال 1711–1713؛ وأسفر ذلك عن إنشاء مستعمرة جديدة - نوفا سكوشا - وطرحت أسئلة هامة حول مصير الكاديين وميكماك الذي لا يزال يحتل أكاديا.
كان غزو أكاديا لحظة تأسيسية في تاريخ الدولة الكندية - وكان تمهيدًا للفتوحات البريطانية لكل من لويسبورغ وكيبك, وكانت تنذر بإنهاء السلطة الفرنسية في أمريكا الشمالية عمومًا.

## الخلفية
كانت بورت رويال عاصمة المستعمرة الفرنسية في أكاديا تقريبًا منذ أن بدأ فرنسا في الاستقرار بالمنطقة في عام 1604؛ أصبحت بالتالي نقطة تركيز للصراع بين المستعمرين الإنجليز والفرنسيين في القرن التالي، وقد تم تدمير المدينة في عام 1613 على يد الغزاة الإنجليز بقيادة صامويل آرجال، لكن في النهاية أعيد بناؤها. وفي عام 1690 استولت عليها القوات من مقاطعة خليج ماساشوستس، بالرغم من أن فرنسا استعادتها بموجب معاهدة ريسويك.

### البعثات المبكرة
باندلاع حرب الوراثة الإسبانية في عام 1702، قامت الدولتان الاستعماريتان بالاستعداد للصراع. وشارك حاكم أركاديا جاك فرانسوا دي مونبيتون دي برويلا، في الحرب وبدأ بإحضار الأحجار والطين لبناء الحصن في عام 1701 وكان قد اكتمل إلى حد كبير بحلول عام 1704. وبعد الغارة الفرنسية على ديرفيلد في جبهة ولاية ماساشوستس في فبراير 1704، قام الإنجليز في بوسطن بتنظيم غارة على أكاديا في شهر مايو التالي. وتحت قيادة بنيامين تشرش، قاموا بغزو جراند بري والمجتمعات الأكادية الأخرى. وتختلف حسابات إنجلترا وفرنسا عما إذا كانت بعثة تشرش تعتبر هجومًا على بورت رويال أم لا. وتدل حسابات تشرش على أنهم كانوا يتمركزون في الميناء ويفكرون في الهجوم لكنهم في النهاية قرروا عكس هذه الفكرة، وادعى الفرنسيون أنه كان هناك هجوم محدود
وعندما أصبح دانيال دوجيه دي سوبيركاس حاكمًا لأكاديا في عام 1706 قام بالهجوم وشجع الهنود على مداهمة أهداف إنجليزية في نيو إنجلاند، كما ساند عمليات القرصنة من بورت رويال والموجهة نحو سفن الاستعمار الإنجليزي. وكان استعمال سفن القراصنة أمرًا فعالاً للغاية حيث تم تخفيض أعداد سفن أسطول الصيد الإنجليزي في جراند بانكس بنسبة 80% ما بين عامي 1702 و 1707 كما تمت مداهمة بعض المجتمعات الساحلية الإنجليزية.

## كتابات أخرى
- Society of Colonial Wars (1897). Publications of the Society of Colonial Wars, Number 3. Boston: self-published. OCLC:5250963. مؤرشف من الأصل في 2020-04-23. Contains muster rolls and other documents concerning Massachusetts participation, as well as an official British account of the expedition.